# マックス・シエリオット
マックス・シエリオット（Max Thieriot、1988年10月14日 - ）は、アメリカ合衆国の俳優。

## 経歴
1988年10月14日、カリフォルニア州に生まれる。2009年、アトム・エゴヤン監督『CHLOE/クロエ』に出演する。2012年、ヘンリー＝アレックス・ルビン監督『ディス/コネクト』に出演。マーク・トンデライ監督『ボディ・ハント』ではジェニファー・ローレンスと共演した。

## フィルモグラフィー

### 映画
- ミッションX（2004年）
- キャプテン・ウルフ（2005年）
- 庭から昇ったロケット雲（2006年）
- 美少女探偵ナンシー・ドリュー（2007年）
- ジャンパー（2008年）
- キット・キトリッジ アメリカン・ガール・ミステリー（2008年）
- Stay Cool（2009年）
- CHLOE/クロエ（2009年）
- ウェス・クレイヴンズ ザ・リッパー（2010年）
- ディス/コネクト（2012年）
- ボディ・ハント（2012年）
- X-ミッション (2015年)

### テレビドラマ
- ベイツ・モーテル（2013年 - 2017年）、シーズン5第4話の監督も務める
- SEAL Team/シール・チーム SEAL Team (2017年-)
- ファイア・カントリー (2022年-)